# Ляйнцелль
Ляйнцелль (нім. Leinzell) — громада в Німеччині, знаходиться в землі Баден-Вюртемберг. Підпорядковується адміністративному округу Штутгарт. Входить до складу району Східний Альб.
Площа — 2,10 км2. Населення становить 2025 ос. (станом на 31 грудня 2020).